# Jimmy Grimble
Pour plus de détails, voir Fiche technique et Distribution.
Jimmy Grimble (There's Only One Jimmy Grimble) est un film britannique de John Hay (en), sorti en 2000.

## Synopsis
Jimmy Grimble, un garçon solitaire et timide, supporter de Manchester City, tombe nez à nez avec une vieille dame vivant en ermite dans la cave d'un bâtiment en ruines. Se noue entre eux deux une amitié qui poussera la vieille femme à offrir à Jimmy un cadeau inestimable, de vieilles chaussures de football censées être magiques et lui apporter succès et victoires. Au même instant, Eric Wirral, ancienne vedette oubliée de Manchester City est embauché pour entraîner les élèves du lycée de Jimmy.

## Fiche technique
- Titre original : There's Only One Jimmy Grimble
- Titre français : Jimmy Grimble
- Réalisation : John Hay (en)
- Production : Jeremy Bolt (en)
- Scénario : Rick Carmichael, John Hay (en) et Simon Mayle
- Directeur de la photo : John de Borman
- Musique : Simon Boswell et Alex James
- Décors : Liz Griffiths
- Costumes : Mary-Jane Reyner
- Genre : Comédie dramatique
- Durée : 102 minutes
- Sortie : 2000

## Distribution
- Lewis McKenzie : Jimmy Grimble
- Robert Carlyle : Eric Wirral
- Gina McKee : Donna
- Ben Miller : le tatoué
- Ray Winstone : Harry
- Bobby Power : Burley
- Samie Ghadie : Sara
- Jane Lapotaire : Alice Brewer